# Ensayos sobre algunas cuestiones disputadas en economía política
Ensayos sobre algunas cuestiones disputadas en economía política (en inglés: Essays on some Unsettled Questions of Political Economy) es una obra de John Stuart Mill publicada en 1844 en Londres. El libro está conformado por cinco ensayos escritos por el británico entre el 1829 y el 1830.

## Contexto
En 1926 J.S. Mill cae en depresión tras desengañarse de las ideas utilitaristas que hasta entonces habían marcado su pensamiento. Este desencanto provoca que se vuelva muy crítico para con todas las doctrinas en las que se había formado hasta entonces, y busque inspiración en nuevas corrientes como el socialismo mediante la aproximación a los autores que luego Marx nombró como "utópicos" . No obstante, no será hasta Principios de Economía política (1948) cuándo verdaderamente se reflejarán estos influjos del socialismo en su obra.
Esta obra pertenece a lo que Mill distinguió como la primera etapa en su desarrollo como economista (o economista político, por aquella época). En estos ensayos, John Stuart huye de los conceptos filosóficos y morales para arroparse en la economía y ahondar en las ideas de su maestro David Ricardo. Los escritos son soluciones para algunos problemas técnicos de aquella época: la distribución de las ganancias del comercio internacional, la influencia del consumo en la producción, las diferencias entre el trabajo productivo e improductivo, y las relaciones entre los beneficios y el interés.
El único ensayo que había visto la luz previamente, es el quinto, "Sobre la definición de economía política, y sobre el método de investigación más adecuado para ello" publicado en 1836 en Londres, en la Westmister Review. Los demás permanecieron inéditos hasta el 44 porque ,en palabras del propio Mill, "durante  la suspensión temporal del interés publico en el tipo de discusión al que corresponden no había aliciente alguno para su publicación". John Stuart también explica que fue la publicación de The Budget, por el coronel Robert Torrens, la que creó la suficiente controversia como para traer a colación el análisis de la economía como ciencia abstracta y últimamente la publicación de este libro.

## Contenido

### "De las leyes del intercambio entre las naciones y la distribución de las ganancias del comercio entre los países del mundo comercial"
Es el ensayo más famoso, y en él  desarrolla teoría en materia de comercio exterior. Parte de los principios de la ventaja comparativa de  David Ricardo, para definir cómo se comportan las ganancias entre países cuando existe comercio internacional. Presenta la teoría de la demanda recíproca, según la cual la relación real de intercambio resultante del comercio entre dos naciones, dependerá de la demanda de cada país de los productos del otro. Sin embargo, no bautizará esta teoría como la demanda recíproca hasta Principios de Economía Política (1948). Durante la digresión para llegar hasta esta teoría, Mill también muestra su rechazo a los aranceles y al proteccionismo en general, solamente aceptando los fiscales o recaudatorios.
Lionel Robbins escribirá de este ensayo que "es la primera presentación sistemática de la teoría clásica del comercio internacional, con todas sus implicaciones relevantes".

#### Aplicaciones
Esta teoría es la que utilizaron primero Alfred Marshall, y posteriormente Lerner, para establecer la actual conocida condición Marshall-Lerner. En ella, los economistas desarrollan a fondo las palabras de Mill matemáticamente, y las plasman en gráficos.  Estos conocimientos se siguen estudiando a día de hoy en las facultades de Economía.

### "De la influencia del consumo sobre la producción"
En estas páginas Stuart Mill acota la Ley De Say. Esta teoría económica que consistía en que  la oferta crea su propia demanda y la sobreproducción es imposible, es uno de los pilares básicos del pensamiento Clásico.  Si bien al principio, puede parecer que Mill también defiende esta Ley de Say, al final de su planteamiento demuestra que en ciertas condiciones no tiene por qué cumplirse, convirtiéndola en lo que hoy conocemos como Identidad de Say. Mill enmarca su razonamiento en un contexto monetarista. Afirma que en una economía donde el dinero no es más que una unidad de cuenta, esto es, que no puede ser demandado por sí mismo , y por ende, sea imposible que haya un exceso de demanda del mismo, la oferta de bienes creará su propia demanda. No obstante, advierte que en una economía monetaria donde el dinero sí tiene demanda propia, la proposición de Say no tiene por qué cumplirse. El equilibrio entre oferta y demanda agregadas pasa  a ser una mera condición, que puede cumplirse o no.
El nivel y perspicacia del análisis de Mill en este ensayo y en el terreno monetario ha sido elogiado por grandes economistas. Gary Becker y William Baumol, a propósito de la teoría monetaria Clásica y a raíz de este pasaje, llegaron a afirmar: "uno se inclina a pensar por qué se ha escrito toda la literatura subsiguiente, incluido este artículo".

### "Sobre las palabras productivo e improductivo"
J.S. Mill trata, a continuación,  de establecer las diferencias entre las actividades productivas e improductivas. En este ensayo, Mill, al igual que la escuela Clásica, rechaza la teoría fisiócrata de la productividad exclusiva de la agricultura. Expone que se puede aplicar la diferenciación no solo al trabajo, sino también a la capital y al gasto.  Más allá, propone que cualquier actividad cuyo primer objetivo es la satisfacción inmediata es improductiva. Propone que el criterio de la productividad reside en la producción de capital -en su más amplio sentido de la palabra- y por tanto, de la creación de "fuentes de disfrute". El trabajo productivo produce bienes tangibles, mientras que improductivo es el productor de intangibles.

La finalidad hacia la que se orienta todo trabajo y todo gasto es doble. A veces se trata del disfrute inmediato, el cumplimiento de los deseos cuya gratificación es deseada por sí misma. Siempre que el trabajo o el gasto no se efectúen inmediatamente con vistas al disfrute, y no sean absolutamente desperdiciados, deberán incurrirse con el objetivo del placer mediato o indirecto, bien por reparar y perpetuar, bien por ampliar las fuentes permanentes del disfrute.
John Stuart Mill

### "Sobre los beneficios y el interés"
Para el cuarto ensayo, Mill vuelve a terreno ricardiano e intenta traer luz sobre las cuestiones de la distribución de la renta y los costes de producción. Tras diferentes acercamientos desde la óptica del dinero, de los mercados y la competitividad, o el ahorro, el economista británico llega al concepto de coste de producción de los  salarios. En esta teoría, Mill viene a explicar que los beneficios de una empresa pueden aumentarse, o bien reduciendo los salarios, o bien reduciendo los costes de producción. Esta idea de diferenciar claramente entre el valor del trabajador y el de los bienes que este utiliza ha sido muy llamativa para los economistas. Sus semejanzas con las ideas de Marx, de lo que él denominaba plusvalor absoluto y relativo, y que expone en su libro El Capital, son incuestionables.

### "Sobre la definición de economía política, y sobre el método de investigación más adecuado para la misma"
En este quinto ensayo, John Stuart Mill aborda la problemática sobre la metodología en la ciencia económica. Mill defiende la existencia de unas leyes de la economía que en sus propias palabras son "las leyes de los fenómenos sociales que derivan de las operaciones combinadas de los seres humanos  para la producción de riqueza en la medida que esos fenómenos no resulten modificados por la persecución de ningún otro objetivo". Esta definición está en la línea de lo que años después, Alfred Marshall acuñaría como condición ceteris paribus en el pensamiento Neoclásico.
Mill defiende en este ensayo el pensamiento deductivo, abstracto, y a priori. No obstante, a pesar de reconocer la utilidad de la teoría, advierte del riesgo de abusar del uso de modelos teóricos excesivamente simplificados , ya que la finalidad última es su aplicación a la economía real a través de medidas de política económica. Esto es lo que posteriormente Schumpeter denominaría "vicio ricardiano".